# The Strangerhood
The Strangerhood est une série télévisée comique américaine créée par Rooster Teeth Productions. La série est produite principalement grâce à la technique du machinima, en synchronisant des séquences vidéo provenant du jeu vidéo avec des dialogues et d'autres fichiers audio. L'animation est créée à l'aide du jeu Les Sims 2 et se présente comme une parodie des sitcom et de la télé-réalité. La série relate la vie de huit personnes stéréotypées qui se réveillent dans un quartier appelé Strangerhood Lane sans aucun souvenir de qui ils sont, d'où ils viennent, ni comment ils sont arrivés là.
The Strangerhood est la deuxième des quatre séries machinima de Rooster Productions. Il est précédé par Red vs Blue et suivie de PANICS. La série est une parodie de la culture populaire, comme les séries telles que Desperate Housewives, Lost, 24 heures chrono et American Idol.
Les épisodes sont publiés en ligne sur les sites de Rooster Teeth et des Sims 2. Un DVD de la première saison est sortie le 5 mai 2006, disponible dans les magasins GameStop aux États-Unis et en ligne dans le monde entier.
La deuxième saison a été financée par Indiegogo grâce à une campagne de financement participatif. La saison deux se compose de quatre épisodes et a été diffusée du 29 septembre au 3 octobre 2015.

## Synopsis
Un matin, dans un futur proche, un groupe d'individus stéréotypés se réveille dans une ville étrange sans aucun souvenirs. Leurs seuls indices viennent des étiquettes qu'ils portent sur leur badges et leurs sous-vêtements. Une voix effrayante leur parle tout à coup au travers de téléviseurs. Au cours de la saison, ils subissent de nombreuses épreuves comme une compétition de cuisine ou l'enquête d'un meurtre. Ils devront alors découvrir qui se cache derrière les événements inhabituels de Strangerhood.

### Strangerhood Studios
Strangerhood Studios est une série de courts métrages d'environ une ou deux minutes, mettant en scène les personnages de Strangerhood. Cependant, l'histoire s'écarte de l'intrigue principale de Strangerhood. Par exemple, les personnages sont de retour dans le monde extérieur et ne sont plus enfermés dans Strangerhood Lane. Strangerhood Studios a été créé à l'occasion de l'Independent Film Channel par Rooster Teeth Productions et l'artiste machinima Paul Marino.

## Distribution

### Personnages principaux
Comme dans la série Red vs Blue, Strangerhood dispose d'un casting de divers personnages, chacun caricaturé de différentes manières et à des degrés divers. Leur nature est résumée par la voix du tout-puissant dans l'épisode 2. Il y a neuf personnages principaux, et un petit nombre de personnages secondaires.
- Sam est le comique de la série, souvent grave en comparaison avec les autres résidents, il a souvent décrit les autres résidents comme étant ridicule.
- Wade, le colocataire de Sam, est un drogué stéréotypé, avec les yeux injectés de sang et des problèmes de mémoire. Il est souvent dépassé par les événements.
- Dr Chalmers est une des personnes âgées, assez intelligent et souvent irrité par les autres habitants.
- Tovar est une caricature des minorités ethniques, avec un drôle d'accent et un sérieux penchant pour faire des choses stupides.
- Dutchmiller est un yuppi, enthousiaste à propos de toute chose.
- Catherine est une stéréotype de la blonde, qui utilise les personnes pour arriver à ses propres fins.
- Nikki est une adolescente curieuse de savoir ce qui se passe réellement.
- Griggs est un stéréotype virilisé avec la moitié du visage peint en camouflage et une attitude très agressive. Il est le père de Nikki.

### Personnages secondaires
- La Voix : une voix mystérieuse qui peut se projeter elle-même au travers de divers objets et qui commande les résidents.
- Mal Tovar/Tobar : le jumeau maléfique de Tovar, créé par accident.
- Le nain de jardin : un nain de jardin qui suit Griggs et lui parle dans une langue inintelligible.
- Sam : un homme qui vit isolé dans un souterrain et qui est la Voix.

### Autres personnages
- Dans l'épisode six, Sam appelle un certain nombre de personnages au téléphone pour leur parler de Nikki, comme la Faucheuse ou le Lapin sociable.

## Production
L'animation de Strangerhood est enregistrée sur trois ordinateurs. En raison des limitations du moteur graphique, il a été nécessaire de créer un certain nombre de clones de chaque personnage, chacun ayant une expression définie comme heureux, triste ou en colère. Les versions des personnages non utilisées sont parquées dans une pièce du jeu et échangées pour obtenir les différentes expressions du visage. Le contour des personnages est légèrement modifié en post-production pour qu'ils correspondent au mieux aux mouvements de la bouche et des gestes des personnages.
"Si nous avons besoin que deux personnages s'embrassent dans une scène, il faut développer leur relation amoureuse avant d'effectuer l'action" avait déclaré Burnie Burns, interrogé sur les coulisses du montage.
En juin 2014, il a été annoncé qu'une deuxième saison serait produite si Indiegogo réunissait 2,25 millions de dollars grâce au financement participatif. Cet objectif a été atteint le 5 juillet 2014 et une saison deux a pu voir le jour.

## Diffusion
Les vidéos sont diffusées dans les formats QuickTime (QT), DivX, et Windows Media Video. Ils sont tous publiés en 360p sur les sites des Sims 2 et de Rooster Teeth.